# Гай Мемий
Вижте пояснителната страница за други личности с името Гай Мемий.
Гай Мемий Гемел (на латински: Caius Memmius Gemellus, „The Twin“) e оратор и поет на късната Римска република. Патрон е на Лукреций и приятел с Катул.
Произлиза от фамилията Мемии. Син е на оратора Луций Мемий.
Женен е за Корнелия Фауста, дъщеря на римския диктатор Луций Корнелий Сула и съпругата му Цецилия Метела Далматика. С нея се развежда през 55 или 54 пр.н.е. От този брак има син, който се казва също Гай Мемий (суфектконсул 34 пр.н.е.).
През 66 пр.н.е. той е народен трибун. През 58 пр.н.е. е претор и се опитва през 54 пр.н.е. заедно с колегата си Луций Домиций Ахенобарб да попречи на Цезар да стане консул.
През 57 пр.н.е. е назначен за управител на провинция Витиния. Катул го придружава.